# Troglohyphantes bolivarorum
Troglohyphantes bolivarorum är en spindelart som beskrevs av Machado 1939. Troglohyphantes bolivarorum ingår i släktet Troglohyphantes och familjen täckvävarspindlar.
Artens utbredningsområde är Spanien. Inga underarter finns listade i Catalogue of Life.